# Lonicera pilosa
Lonicera pilosa là một loài thực vật có hoa trong họ Kim ngân. Loài này được (Kunth) Spreng. mô tả khoa học đầu tiên năm 1825.